# Aleuroplatus neovatus
Aleuroplatus neovatus là một loài côn trùng cánh nửa trong họ Aleyrodidae, phân họ Aleyrodinae.
Aleuroplatus neovatus được Takahashi miêu tả khoa học đầu tiên năm 1961.